# Knights of Saint Columba

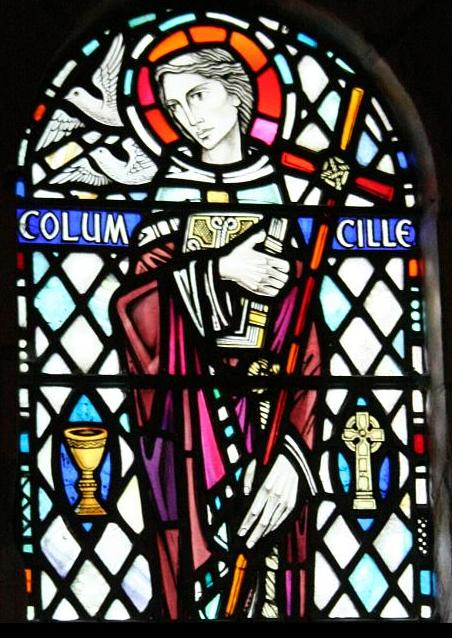
Columban von Iona, Schutzpatron Schottlands, Bleiglasfenster in Oban

Die Knights of Saint Columba (KSC, deutsch: Ritter des Heiligen Columban) sind eine Bruderschaft in der Römisch-katholischen Kirche. Sie sind im Vereinigten Königreich von Großbritannien und Nordirland die größte ritterliche Bruderschaft und wurde 1919 in Glasgow gegründet. Die KSC ist Mitglied in der International Alliance of Catholic Knights.

## Geschichte
Die Knights of Saint Columba wurden am 5. Oktober 1919 von Patrick Joseph O’Callaghan, einem irischen Migranten aus Cork (Irland), gegründet. An der Gründungsversammlung nahmen 24 katholische Männer teil, sie gaben sich den Namen: Bruderschaft – Knights of St Columba. Als Model und Beispiel übernahmen sie die Aufbaukriterien der in den Vereinigten Staaten, im Jahr 1882, gegründeten Kolumbusritter. Die Bruderschaft wurde auch als Geheimbund verdächtigt, da an ihren Versammlungen ausschließlich Mitglieder teilnehmen dürfen. Das Aufnahmezeremoniell findet immer in Verbindung mit der Feier der Heiligen Messe statt und wird in einer katholischen Kirche durchgeführt.

## Motivation
Der Gründungsgedanke entsprang dem Wunsch eine Gemeinschaft zu gründen, in der die Prinzipien von Nächstenliebe, Bruderschaft und Einheit im Vordergrund stehen sollten. Die Mitglieder wollten die Grundlagen für eine soziale, wirtschaftliche und geistliche Wohlfahrt legen und gleichzeitig den katholischen Glauben, seine Prinzipien und die Interessen der Kirche vertreten. Die Bruderschaft unterstützt soziale Projekte und hilft materiell und finanziell bei schweren Unfällen oder Katastrophen in Großbritannien.

## Organisation
Die Organisation ist eine unpolitische, neutrale und demokratisch ausgerichtete, kirchlich orientierte Einrichtung, die in ihren Reihen nur Männer aufnimmt. Das Aufnahmealter beträgt mindestens 16 Jahre. Die Bruderschaft gliedert sich in drei Führungsebenen:
- Lokale Gruppen, sie wird von einem Großritter geleitet,
- Provinzen, ihr steht ein Provinzialritter vor, und
- dem „Obersten Rat“, der Präsident ist der „Höchste Ritter“ (Supreme Knight).

Die Provinzen sind üblicherweise an die Grenzen der katholischen Bistümer im Vereinigten Königreich angeglichen. Der „Oberste Rat“ ist in Glasgow beheimatet und führt jährlich eine Jahreshauptversammlung durch. Dieses höchste Gremium und der „Supreme Knight“ werden, wie auch die Leitung der lokalen Gruppen und Provinzen, für einen Zeitraum von drei Jahren gewählt. Nach eigenen Angaben hat die KSC über 8 000 Mitglieder in 340 Lokalgruppen.